# Trogon de Diard
El trogon de Diard (Harpactes diardii) és una espècie d'ocell de la família dels trogònids (Trogonidae) que habita zones boscoses de les terres baixes de la Península Malaia, Sumatra, illes Lingga, Bangka i Borneo.